# Isidore De Rijck
Isidore De Ryck (Temse, 5 settembre 1926 – Wilrijk, 11 gennaio 2009) è stato un ciclista su strada belga.
Vinse il Tour de Luxembourg 1950 davanti a Jean Diederich e il Deutschland Tour nel 1952, precedendo i connazionali Marcel De Mulder e Raymond Impanis. Si ritirò a soli 29 anni nel 1955.

## Palmarès
- 1950 (Dilecta/Garin-Wolber/O.K. Cycles, tre vittorie)

Bruxelles-Luxembourg-Montdorf
4ª tappa Tour de Luxembourg (Wiltz > Lussemburgo)
Classifica generale Tour de Luxembourg
- 1951 (Dilecta/Wolf/Vredestein, una vittoria)

5ª tappa Critérium du Dauphiné Libére (Uriage > Thonon-les-Bains)
- 1952 (Dilecta/Garin-Wolber/Bismarck, quattro vittorie)

Classifica generale Deutschland Tour
Berg-Housse
5ª tappa Volta Ciclista a Catalunya (Tortosa > Valls)
10ª tappa Volta Ciclista a Catalunya (Berga > Barcellona)
- 1953 (O.K. Cycles/Garin-Wolber/Rochet/Dilecta, una vittoria)

3ª tappa Bicicleta Eibarresa (Eibar > Eibar)

### Altri successi
- 1949 (Indipendente)

GP Affligem Grote Paasprijs
Heist-op-den-Berg (criterium)
- 1950 (Dilecta/Garin-Wolber/O.K. Cycles, )

Grand Prix Stadt - Sint-Niklaas (kermesse)
- 1952 (Dilecta/Garin-Wolber/Bismarck)

Criterium di Sint-Niklaas
- 1954 (O.K. Cycles, una vittoria)

Temse (kermesse)

## Piazzamenti

### Grandi giri
- Giro d'Italia

1952: ?
- Tour de France

1950: fuori tempo massimo (alla 6ª tappa)
1951: ritirato (alla 11ª tappa)

### Classiche monumento
Giro delle Fiandre
1951: 20º
1952: 38º
- Parigi-Roubaix

1951: 14º
1953: 75º